# 扎散
扎散（?—?），元朝大臣，又作札散、扎珊，元世祖时中书平章政事。
元世祖至元十九年（1282年），由中书省右丞转任平章政事。至元二十年（1283年），十月甲午，平章政事扎散为枢密副使。至元二十八年（1291年），和秃秃合总领兵马在甕古之地。至元三十年（1293年）三月庚申，同知枢密院事札散知枢密院事。元成宗即位後，他被任命为晋王甘麻剌王府内史。